# Junioreuropamästerskapen i simsport
Junioreuropamästerskapen i simsport är en tävling i simsport för juniorer i Europa som arrangeras av Ligue Européenne de Natation. 
Från 1967 till 1989 arrangerades simningen och simhoppet ihop men sedan dess har det varierat mellan gemensamma mästerskap och mästerskap i olika städer. Sedan 1980 hålls ett junior-EM i konstsim och sedan 2003 i öppet vatten-simning.

## Åldersgrupper
| Sport                | Ålder                                              | Ålder                                              |
| Sport                | Pojkar                                             | Flickor                                            |
| -------------------- | -------------------------------------------------- | -------------------------------------------------- |
| Konstsim             | 15-20 år                                           | 15-19 år                                           |
| Simhopp              | Kategori "A" : 16-18 år Kategori "B" : 14-15 år    | Kategori "A" : 16-18 år Kategori "B" : 14-15 år    |
| Simning              | 14-18 år                                           | 14-18 år                                           |
| Öppet vatten-simning | 14-15 år (5 km) 16-17 år (7,5 km) 18-19 år (10 km) | 14-15 år (5 km) 16-17 år (7,5 km) 18-19 år (10 km) |

## Upplagor

### Simning
| Upplaga | År   | Ort                                    | Datum                                  | Anmärkning                             |
| ------- | ---- | -------------------------------------- | -------------------------------------- | -------------------------------------- |
| 1       | 1967 | Linköping, Sverige                     | 13–15 augusti                          | Simning och simhopp                    |
| 2       | 1969 | Wien, Österrike                        | 15–17 augusti                          | Simning och simhopp                    |
| 3       | 1971 | Rotterdam, Nederländerna               | 12–15 augusti                          | Simning och simhopp                    |
| 4       | 1973 | Leeds, Storbritannien                  | 8–11 augusti                           | Simning och simhopp                    |
| 5       | 1975 | Genève, Schweiz                        | 7–10 augusti                           | Simning och simhopp                    |
| 6       | 1976 | Oslo, Norge                            | 5–8 augusti                            | Simning och simhopp                    |
| 7       | 1978 | Florens, Italien                       | 27–30 juli                             | Simning och simhopp                    |
| 8       | 1980 | Skövde, Sverige                        | 7–10 augusti                           | Simning och simhopp                    |
| 9       | 1982 | Innsbruck, Österrike                   | 26–29 augusti                          | Simning, simhopp och konstsim          |
| 10      | 1983 | Mulhouse, Frankrike                    | 5–8 augusti                            | Simning och simhopp                    |
| 11      | 1984 | Luxemburg, Luxemburg                   | 26–29 juli                             | Simning och simhopp                    |
| 12      | 1985 | Genève, Schweiz                        | 25–28 juli                             | Simning och simhopp                    |
| 13      | 1986 | Västberlin, Västtyskland               | 25–27 juli                             | Simning, simhopp och konstsim          |
| 14      | 1987 | Rom, Italien                           | 23–26 juli                             | Simning och simhopp                    |
| 15      | 1988 | Amersfoort, Nederländerna              | 28–31 juli                             | Simning, simhopp och konstsim          |
| 16      | 1989 | Leeds, Storbritannien                  | 28–30 juli                             | Simning och simhopp                    |
| 17      | 1990 | Dunkerque, Frankrike                   | 26–29 juli                             |                                        |
| 18      | 1991 | Antwerpen, Belgien                     | 1–4 augusti                            | Simning och simhopp                    |
| 19      | 1992 | Leeds, Storbritannien                  | 13–16 augusti                          | Simning och simhopp                    |
| 20      | 1993 | Istanbul, Turkiet                      | 8–11 juli                              | Simning och simhopp                    |
| 21      | 1994 | Pardubice, Tjeckien                    | 4–7 augusti                            | Simning och simhopp                    |
| 22      | 1995 | Genève, Schweiz                        | 18–22 juli                             | Simning och simhopp                    |
| 23      | 1996 | Köpenhamn, Danmark                     | 8–10 augusti                           | Simning och simhopp                    |
| 24      | 1997 | Glasgow, Storbritannien                | 31 juli – 3 augusti                    | Simning och simhopp                    |
| 25      | 1998 | Antwerpen, Belgien                     | 30 juli – 2 augusti                    | Simning och simhopp                    |
| 26      | 1999 | Moskva, Ryssland                       | 14–17 juli                             |                                        |
| 27      | 2000 | Dunkerque, Frankrike                   | 26–29 juli                             |                                        |
| 28      | 2001 | Valletta, Malta                        | 5–8 juli                               | Simning och simhopp                    |
| 29      | 2002 | Linz, Österrike                        | 11–14 juli                             |                                        |
| 30      | 2003 | Glasgow, Storbritannien                | 31 juli – 3 augusti                    | Simning och simhopp                    |
| 31      | 2004 | Lissabon, Portugal                     | 15–18 juli                             |                                        |
| 32      | 2005 | Budapest, Ungern                       | 14–17 juli                             |                                        |
| 33      | 2006 | Palma de Mallorca, Spanien             | 6–9 juli                               | Simning och simhopp                    |
| 34      | 2007 | Antwerpen, Belgien                     | 18–22 juli                             |                                        |
| 35      | 2008 | Belgrad, Serbien                       | 30 juli – 3 augusti                    |                                        |
| 36      | 2009 | Prag, Tjeckien                         | 8–12 juli                              |                                        |
| 37      | 2010 | Helsingfors, Finland                   | 14–18 juli                             | Simning, simhopp och konstsim          |
| 38      | 2011 | Belgrad, Serbien                       | 6–10 juli                              | Simning, simhopp och konstsim          |
| 39      | 2012 | Antwerpen, Belgien                     | 4–8 juli                               |                                        |
| 40      | 2013 | Poznań, Polen                          | 10–14 juli                             | Simning, simhopp och konstsim          |
| 41      | 2014 | Dordrecht, Nederländerna               | 9–13 juli                              |                                        |
| 42      | 2015 | Baku, Azerbajdzjan                     | 23–27 juni                             | Simning, simhopp och konstsim          |
| 43      | 2016 | Hódmezővásárhely, Ungern               | 6–10 juli                              |                                        |
| 44      | 2017 | Netanya, Israel                        | 28 juni – 2 juli                       |                                        |
| 45      | 2018 | Helsingfors, Finland                   | 4–8 juli                               | Simning, simhopp och konstsim          |
| 46      | 2019 | Kazan, Ryssland                        | 3–7 juli                               | Simning och simhopp                    |
| –       | 2020 | inställd på grund av covid-19-pandemin | inställd på grund av covid-19-pandemin | inställd på grund av covid-19-pandemin |
| 47      | 2021 | Rom, Italien                           | 6–11 juli                              |                                        |
| 48      | 2022 | Otopeni, Rumänien                      | 5–10 juli                              | Simning och simhopp                    |
| 49      | 2023 | Belgrad, Serbien                       | 4–9 juli                               |                                        |
| 50      | 2024 | Vilnius, Litauen                       | 2–7 juli                               |                                        |
| 51      | 2025 | Šamorín, Slovakien                     | 1–6 juli                               |                                        |

### Simhopp
| Upplaga | År   | Ort                                    | Datum                                   | Anmärkning                             |
| ------- | ---- | -------------------------------------- | --------------------------------------- | -------------------------------------- |
| 1       | 1967 | Linköping, Sverige                     | 13–15 augusti                           | Simning och simhopp                    |
| 2       | 1969 | Wien, Österrike                        | 15–17 augusti                           | Simning och simhopp                    |
| 3       | 1971 | Rotterdam, Nederländerna               | 12–15 augusti                           | Simning och simhopp                    |
| 4       | 1973 | Leeds, Storbritannien                  | 8–11 augusti                            | Simning och simhopp                    |
| 5       | 1975 | Genève, Schweiz                        | 7–10 augusti                            | Simning och simhopp                    |
| 6       | 1976 | Oslo, Norge                            | 5–8 augusti                             | Simning och simhopp                    |
| 7       | 1978 | Florens, Italien                       | 27–30 juli                              | Simning och simhopp                    |
| 8       | 1980 | Skövde, Sverige                        | 7–10 augusti                            | Simning och simhopp                    |
| 9       | 1982 | Innsbruck, Österrike                   | 26–29 augusti                           | Simning, simhopp och konstsim          |
| 10      | 1983 | Mulhouse, Frankrike                    | 5–8 augusti                             | Simning och simhopp                    |
| 11      | 1984 | Luxemburg, Luxemburg                   | 26–29 juli                              | Simning och simhopp                    |
| 12      | 1985 | Genève, Schweiz                        | 25–28 juli                              | Simning och simhopp                    |
| 13      | 1986 | Västberlin, Västtyskland               | 25–27 juli                              | Simning, simhopp och konstsim          |
| 14      | 1987 | Rom, Italien                           | 23–26 juli                              | Simning och simhopp                    |
| 15      | 1988 | Amersfoort, Nederländerna              | 28–31 juli                              | Simning, simhopp och konstsim          |
| 16      | 1989 | Leeds, Storbritannien                  | 28–30 juli                              | Simning och simhopp                    |
| 17      | 1990 | Frankfurt, Tyskland                    | 19–21 juli                              |                                        |
| 18      | 1991 | Brasschaat, Belgien                    | 1–4 augusti                             | Simning och simhopp                    |
| 19      | 1992 | Leeds, Storbritannien                  | 13–16 augusti                           | Simning och simhopp                    |
| 20      | 1993 | Istanbul, Turkiet                      | 9–11 juli                               | Simning och simhopp                    |
| 21      | 1994 | Pardubice, Tjeckien                    | 4–7 augusti                             | Simning och simhopp                    |
| 22      | 1995 | Genève, Schweiz                        | 18–22 juli                              | Simning och simhopp                    |
| 23      | 1996 | Köpenhamn, Danmark                     | 8–10 augusti                            | Simning och simhopp                    |
| 24      | 1997 | Edinburgh, Storbritannien              | 31 juli – 3 augusti                     | Simning och simhopp                    |
| 25      | 1998 | Brasschaat, Belgien                    | 30 juli – 2 augusti                     | Simning och simhopp                    |
| 26      | 1999 | Aachen, Tyskland                       | 6–8 augusti                             |                                        |
| 27      | 2000 | Istanbul, Turkiet                      | 27–30 juli                              |                                        |
| 28      | 2001 | Valletta, Malta                        | 5–8 juli                                | Simning och simhopp                    |
| 29      | 2002 | Genève, Schweiz                        | 10–14 juli                              |                                        |
| 30      | 2003 | Edinburgh, Storbritannien              | 31 juli – 3 augusti                     | Simning och simhopp                    |
| 31      | 2004 | Aachen, Tyskland                       | 14–18 juli                              |                                        |
| 32      | 2005 | Elektrostal, Ryssland                  | 10–14 augusti                           |                                        |
| 33      | 2006 | Palma de Mallorca, Spanien             | 1–5 juli                                | Simning och simhopp                    |
| 34      | 2007 | Trieste, Italien                       | 25–29 juli                              |                                        |
| 35      | 2008 | Minsk, Belarus                         | 25–29 juli                              |                                        |
| 36      | 2009 | Budapest, Ungern                       | 1–5 juli                                |                                        |
| 37      | 2010 | Helsingfors, Finland                   | 9–13 juli                               | Simning, simhopp och konstsim          |
| 38      | 2011 | Belgrad, Serbien                       | 29 juni – 3 juli                        | Simning, simhopp och konstsim          |
| 39      | 2012 | Graz, Österrike                        | 11–15 juli                              |                                        |
| 40      | 2013 | Poznań, Polen                          | 2–7 juli                                | Simning, simhopp och konstsim          |
| 41      | 2014 | Bergamo, Italien                       | 1–6 juli                                |                                        |
| 42      | 2015 | Baku, Azerbajdzjan / Moskva, Ryssland  | 18–21 juni (Baku) 25 – 28 juni (Moskva) | Simning, simhopp och konstsim          |
| 43      | 2016 | Rijeka, Kroatien                       | 28 juni – 3 juli                        | Simhopp och konstsim                   |
| 44      | 2017 | Bergen, Norge                          | 26 juni – 2 juli                        |                                        |
| 45      | 2018 | Helsingfors, Finland                   | 25 juni – 1 juli                        | Simning, simhopp och konstsim          |
| 46      | 2019 | Kazan, Ryssland                        | 24–30 juni                              | Simning och simhopp                    |
| –       | 2020 | inställd på grund av covid-19-pandemin | inställd på grund av covid-19-pandemin  | inställd på grund av covid-19-pandemin |
| 47      | 2021 | Rijeka, Kroatien                       | 21–27 juni                              |                                        |
| 48      | 2022 | Otopeni, Rumänien                      | 18–24 juli                              | Simning och simhopp                    |
| 49      | 2023 | Rijeka, Kroatien                       | 19–25 augusti                           |                                        |
| 50      | 2024 | Rzeszów, Polen                         | 8–14 juli                               |                                        |
| 51      | 2025 | Aten, Grekland                         | 23–29 juni                              | Simhopp och konstsim                   |

### Konstsim
| Upplaga | År   | Ort                                    | Datum                                  | Anmärkning                             |
| ------- | ---- | -------------------------------------- | -------------------------------------- | -------------------------------------- |
| 1       | 1980 | Bern, Schweiz                          | 7–10 augusti                           |                                        |
| 2       | 1982 | Innsbruck, Österrike                   | 26–29 augusti                          | Simning, simhopp och konstsim          |
| 3       | 1984 | Haag, Nederländerna                    | 16–19 augusti                          |                                        |
| 4       | 1986 | Västberlin, Västtyskland               | 25–27 juli                             | Simning, simhopp och konstsim          |
| 5       | 1988 | Ede, Nederländerna                     | 28–31 juli                             | Simning, simhopp och konstsim          |
| 6       | 1990 | Leicester, Storbritannien              | 16–19 augusti                          |                                        |
| 7       | 1992 | Uleåborg, Finland                      | 16–19 juli                             |                                        |
| 8       | 1994 | Moskva, Ryssland                       | 23–26 juli                             |                                        |
| 9       | 1996 | Netanya, Israel                        | 10–14 juli                             |                                        |
| 10      | 1998 | Narbonne, Frankrike                    | 7 – 12 juli                            |                                        |
| 11      | 1999 | Loano, Italien                         | 8–11 april                             |                                        |
| 12      | 2000 | Bonn, Tyskland                         | 20–23 juli                             |                                        |
| 13      | 2001 | Charkiv, Ukraina                       | 10–13 maj                              |                                        |
| 14      | 2002 | Moskva, Ryssland                       | 4–7 juli                               |                                        |
| 15      | 2003 | Andorra la Vella, Andorra              | 28–31 augusti                          |                                        |
| 16      | 2004 | Oświęcim, Polen                        | 21–25 april                            |                                        |
| 17      | 2005 | Loano, Italien                         | 25–29 maj                              |                                        |
| 18      | 2006 | Bonn, Tyskland                         | 17–21 maj                              |                                        |
| 19      | 2007 | Calella, Spanien                       | 25–29 juli                             |                                        |
| 20      | 2008 | Angers, Frankrike                      | 30 april – 4 maj                       |                                        |
| 21      | 2009 | Gloucester, Storbritannien             | 22–26 april                            |                                        |
| 22      | 2010 | Tammerfors, Finland                    | 7–11 juli                              | Simning, simhopp och konstsim          |
| 23      | 2011 | Belgrad, Serbien                       | 29 juni – 3 juli                       | Simning, simhopp och konstsim          |
| 24      | 2013 | Poznań, Polen                          | 15–19 maj                              | Simning, simhopp och konstsim          |
| 25      | 2015 | Baku, Azerbajdzjan                     | 12–16 juni                             | Simning, simhopp och konstsim          |
| 26      | 2016 | Rijeka, Kroatien                       | 28 juni – 3 juli                       | Simhopp och konstsim                   |
| 27      | 2017 | Belgrad, Serbien                       | 21–25 juni                             |                                        |
| 28      | 2018 | Tammerfors, Finland                    | 26 juni – 1 juli                       | Simning, simhopp och konstsim          |
| 29      | 2019 | Prag, Tjeckien                         | 18–23 juni                             |                                        |
| –       | 2020 | inställd på grund av covid-19-pandemin | inställd på grund av covid-19-pandemin | inställd på grund av covid-19-pandemin |
| 30      | 2021 | Valetta, Malta                         | 30 juni – 4 juli                       |                                        |
| 31      | 2022 | Alicante, Spanien                      | 29 juni – 3 juli                       |                                        |
| 32      | 2023 | Funchal, Portugal                      | 2–6 augusti                            |                                        |
| 33      | 2024 | Cottonera, Malta                       | 28 juni – 2 juli                       |                                        |
| 34      | 2025 | Aten, Grekland                         | 25–29 juni                             | Simhopp och konstsim                   |

### Öppet vatten-simning
| Upplaga | År   | Ort                                    | Datum                    |
| ------- | ---- | -------------------------------------- | ------------------------ |
| 1       | 2003 | Sevilla, Spanien                       | 28 juni                  |
| 2       | 2004 | Saint-Affrique, Frankrike              | 31 juli                  |
| 3       | 2005 | Bled, Slovenien                        | 30 juli                  |
| 4       | 2006 | Klink, Tyskland                        | 15 juli                  |
| 5       | 2007 | Milano, Italien                        | 6 juli                   |
| 6       | 2008 | Sète, Frankrike                        | 12–13 juli               |
| 7       | 2009 | Poreč, Kroatien                        | 4–5 juli                 |
| 8       | 2010 | Hoorn, Nederländerna                   | 31 juli – 1 augusti      |
| 9       | 2011 | Navia, Spanien                         | 12–13 augusti            |
| 10      | 2012 | Karamürsel, Turkiet                    | 13–15 juli               |
| 11      | 2013 | Darıca, Turkiet                        | 26–28 juli               |
| 12      | 2014 | Zagreb, Kroatien                       | 18–20 juli               |
| 13      | 2015 | Tenero-Contra, Schweiz                 | 10–12 juli               |
| 14      | 2016 | Piombino, Italien                      | 9–11 september           |
| 15      | 2017 | Marseille, Frankrike                   | 4–6 augusti              |
| 16      | 2018 | Malta                                  | 13–14 juli               |
| 17      | 2019 | Račice, Tjeckien                       | 2–4 augusti              |
| –       | 2020 | inställd på grund av covid-19-pandemin |                          |
| 18      | 2021 | Choisy-le-Roi, Frankrike               | 23–25 juli               |
| 19      | 2022 | Setúbal, Portugal                      | 3–5 juni                 |
| 20      | 2023 | Korfu, Grekland                        | 29 september – 1 oktober |
| 21      | 2024 | Wien, Österrike                        | 12–14 juli               |
| 22      | 2025 | Setúbal, Portugal                      | 19–22 juni               |